# Willem Rassers
Willem Huibert Rassers (Roosendaal, 16 september 1877 - Leiden, 15 mei 1973) was een Nederlandse Indonesiëkundige en museumdirecteur.

## Korte biografie
Na zijn gymnasiumopleiding in Den Haag studeerde Rassers enige tijd neerlandistiek aan de Rijksuniversiteit Leiden, maar onder invloed van de vermaarde sanskritist Hendrik Kern schakelde hij over op de studie van Indonesische talen. Na zijn kandidaatsexamen in 1899 echter stopte Rassers met zijn studie door een toenemende last van migraine waardoor hij zich niet meer kon concentreren. Hij keerde terug naar Roosendaal waar hij jarenlang zou werken als boomkweker. Veel later nam hij zijn studie in Leiden weer op en deed pas in 1918 op veertigjarige leeftijd zijn doctoraalexamen.
In hetzelfde jaar werd hij conservator aan het Rijks Ethnographisch Museum in Leiden. Van 1937 tot aan zijn pensioen in 1943 was hij er directeur. Tijdens zijn museumjaren ontwikkelde Rassers zich van taalkundige tot antropoloog. Hij heeft nooit veldwerk gedaan. Hij stond bekend als een bescheiden en zeer beminnelijk mens, die wars was van uiterlijk vertoon. Een universitaire carrière, die voor hem als museumdirecteur in het verschiet lag, heeft hij nooit gewild. In 1935 werd Rassers benoemd tot lid van de Koninklijke Nederlandse Akademie van Wetenschappen.

## Oeuvre
Opmerkelijk is dat Rassers, die 95 jaar zou worden, maar 20 jaar actief is geweest als wetenschappelijk onderzoeker en publicist. Na zijn promotie in 1922 op de mythische Javaanse volksheld prins Panji schreef hij voornamelijk over de materiële cultuur van Indonesië, waarbij zijn belangstelling hoofdzakelijk uitging naar het Javaanse schaduwtoneel,  de wayang, en het culturele icoon van Indonesië bij uitstek, de kris. Rassers'  benadering van deze cultuuruitingen was baanbrekend. Niet langer speculeerde hij over de oorsprong van deze Indonesische cultuuruitingen, zoals destijds gebruikelijk was, noch stelde hij typologieën op, maar benaderde deze zaken als een pars pro toto voor de niet direct waarneembare, deels ook al verdwenen structuur van de oude Indonesische samenleving. Via de studie van objecten drong hij diep door in oude maatschappelijke classificatiestelsels en binaire opposities, zoals de oeroude tegenstelling tussen het mannelijke en vrouwelijke, licht en donker, goed en kwaad. Hij was daarmee een voorloper van het Franse structuralisme dat met Claude Lévi-Strauss een hoge vlucht zou nemen. Met zijn museumcollega en de latere hoogleraar J.P.B. de Josselin de Jong, wiens denken hij sterk beïnvloedde, kan Rassers beschouwd worden als een van de grondleggers van het Leidse structuralisme in de culturele antropologie.

## Over Rassers
- Locher, G.W., 'Willem Huibert Rassers', in: Bijdragen tot de Taal-, Land- en Volkenkunde  130, 1974, pp. 1-15.
- Prager, Michael and Pieter ter Keurs (eds.), W.H. Rassers and the Batak Magic Staff  (Mededelingen van het Rijksmuseum voor Volkenkunde Leiden, no. 29). Leiden: RMV, 1998.
- Teeuw, A., 'Levensbericht van W.H. Rassers', in: Huygens Instituut - KNAW, Jaarboek 1973, pp. 214-221.
- Teeuw, A., 'Willem Huibert Rassers', in: H.J.M. Maier en A.Teeuw (eds.), Honderd jaar studie van Indonesië 1850-1950. Levensbeschrijvingen van twaalf Nederlandse onderzoekers. Den Haag: B.V Drukkerij en uitgeverij Smits, 1976.
- Wengen, G. van, "Wat is er te doen in Volkenkunde?". De bewogen geschiedenis van het Rijksmuseum voor Volkenkunde in Leiden. Leiden, 2002